# Mała Rycerzowa
Mała Rycerzowa, deutsch: Kleiner Ritterberg, ist ein 1207 Meter hoher Berg in Polen in den Saybuscher Beskiden. Er befindet sich in dem Massiv Wielka Racza.
Der Gipfel liegt auf polnischem Staatsgebiet unweit der Grenze zur Slowakei. 
Die Hänge sind bewachsenen.

## Lage
Über den Berg verläuft die Europäische Hauptwasserscheide zwischen dem Schwarzen Meer (Donau) und der Ostsee (Weichsel). Auf den Berg führen mehrere Wanderwege.